# Eriu Fluctus
L'Eriu Fluctus è una struttura geologica della superficie di Venere.